# 勅使池
勅使池（ちょくしいけ）は、愛知県豊明市沓掛町にある農業用ため池。

## 地理
面積は約23ヘクタールであり、豊明市最大のため池である。600メートル西には面積約12ヘクタールの若王子池がある。
池の西岸にあるみどりが丘公園は名古屋市の、東岸にある勅使水辺公園は豊明市の公園である。